# Selwig & Lange

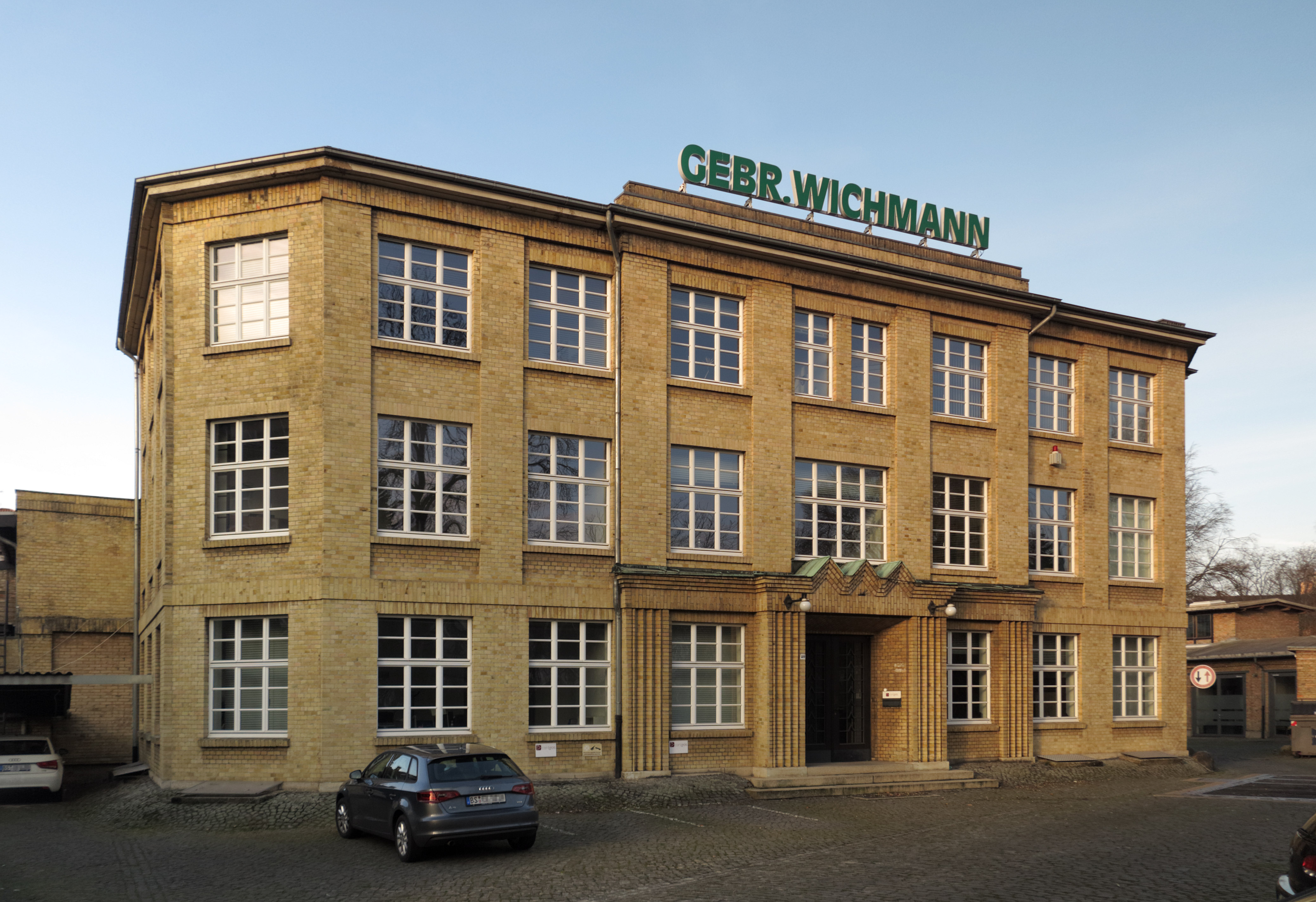
Gebäude der ehemaligen Maschinenfabrik Selwig & Lange

Selwig & Lange war ein deutsches Maschinenbau-Unternehmen in Braunschweig, das am 2. Juni 1877 von den Ingenieuren Johann Selwig (1843–1908) und Bruno Lange (1843–1907) gegründet wurde. Es stellte seinen Betrieb 1988 ein.

## Geschichte
Das Produktionsprogramm bestand hauptsächlich aus Maschinen und Anlagen für die Zuckerindustrie, Brennereien und Stärkefabriken, z. B. Zentrifugen, Kristallisatoren, Kristallfußanlagen, Rübenschnitzelpressen und Waschanlagen für Zuckerrüben. Ab 1895 wurden auch Anlagen für Pulver- und Sprengstofffabriken produziert und exportiert. Im Jahr 1902 beschäftigte das Unternehmen 85 Mitarbeiter. Während des Ersten Weltkriegs erhielt es von der Obersten Heeresleitung den Auftrag, Spezialmaschinen für die Sprengstoffindustrie herzustellen.
Aufgrund der geringen Größe baute das Unternehmen kein internationales Vertriebsnetz auf. 1931 folgte eine vorübergehende Betriebsstilllegung, die aber 1933 wieder rückgängig gemacht werden konnte. 1944, während des Zweiten Weltkriegs, wurden die Produktionsanlagen großflächig zerstört, weshalb der Betrieb erneut eingestellt werden musste. Im Frühjahr 1946 konnte die Produktion wieder aufgenommen werden. Zum Zeitpunkt des hundertjährigen Jubiläums im Jahr 1977 befand sich das Unternehmen im geschäftsführenden Besitz der dritten Generation der Gründerfamilie Lange. Von 1978 bis zum Verkauf des Unternehmens 1988 war Dipl.-Ing. Siegfried Matusch Geschäftsführender Gesellschafter. Heinz Lange als Mehrheitsgesellschafter, Ruth Lange und Thomas Buchler bildeten den Beirat. Da nach Kriegsende in Westdeutschland eine starke Konzentration in der Zuckerindustrie stattfand und Neuinvestitionen zurückgingen, schrumpfte der Absatzmarkt. So kam es, dass das Unternehmen 1988, nach 111 Jahren, an die Braunschweigische Maschinenbauanstalt (BMA) verkauft wurde, obwohl es innovative Produkte im Programm hatte, die zum Teil noch heute von der BMA produziert werden.
Das Betriebsgelände befand sich an der Sophienstraße im Westlichen Ringgebiet Braunschweigs. Heute wird die größte Werkshalle als Veranstaltungszentrum genutzt.